# 遺落戰境
是一部2013年的美国後末日動作科幻電影，由約瑟夫·柯金斯基執導和監製，卡爾·蓋達塞克和迈克尔·阿恩特編劇，本片改編自導演柯金斯基從未發行的同名漫畫小說，向1970年代的科幻片致敬。主演有湯姆·克魯斯、摩根·弗里曼、安德丽亚·瑞斯波罗格、歐嘉·柯瑞蘭寇和尼可拉·科斯特-瓦尔道。

## 劇情
2017年，未知的外星機器「錐形艦」入侵地球掌控世界，將地球兩名精英傑克·哈伯（湯姆·克魯斯 飾演）和維多莉亞·歐森（安德丽亚·瑞斯波罗格 飾演）大量複製並植入記憶，虛構了一個2077年地球戰勝外星人後，地球已不適居住，人類移居泰坦星的情節。哈伯擔任駐紮在地球49號塔台的維修技師，負責維護抽取海水的機器。歐森擔任通訊官及哈伯之妻，負責和地球軌道上的「錐形艦」太空站連絡。兩人來地球前都基於安全因素被洗掉了記憶，但哈伯時常夢見自己和一位女子在一橦大樓上。少數存活的外星人則仍不放棄奪掠地球的剩餘資源，因此塔台也派出偵察機巡邏。
再過兩星期，哈伯和歐森將完成任務，前往泰坦星與其他倖存者會合。這一天，外星人透過一橦大樓向太空發出了訊號，訊號內容是一個GPS座標(41.146576,-73.975739)。哈伯前往大樓並切斷了訊號，卻發現這大樓和他夢中的大樓一樣。不久，一架太空船「漫遊號」墜毀在該座標，趕到現場的哈伯發現太空船上的存活者是地球人，而且理應保護人類的偵察機竟開始殺害存活者。哈伯救了一位曾不斷在他夢中出現的女性，茱麗雅·魯薩可娃（歐嘉·柯瑞蘭寇 飾演），並帶回和歐森同住的49號塔台治療。
隔天，哈伯和魯薩可娃試圖取回黑盒子，卻被外星人捕捉。這時哈伯才發現所謂的外星人全是人類。這群人類的領袖麥考·畢區（摩根·費里曼 飾演）說偵察機的功能就是殺害人類，並要求哈伯修復一台偵察機，以便將炸彈送至錐形艦。哈伯拒絕，畢區卻放走哈伯和魯薩可娃。哈伯帶魯薩可娃回到大樓，送出訊號請歐森派直升機前來載送他回到住所，此時他回憶起自己的記憶，魯薩可娃也確認這不是夢。原來魯薩可娃和哈伯是夫妻，兩人一同出太空任務要觀察外星人的錐形艦，而歐森也是船上的一名太空人。
哈伯回到塔台後要帶歐森離開，歐森不願意接受，向太空站回報兩人無法工作。一台偵察機隨即出現並殺了歐森，在哈伯也要被殺害之際魯薩可娃用直升機的機槍擊毀偵察機。太空站的代表莎莉（梅莉莎·李歐 飾演）要哈伯帶魯薩可娃一同上太空站重新分派任務。兩人離開時被三台偵察機追擊，墜落在標示為高放射線的區域，卻沒有死亡。哈伯（49號）發現另一個哈伯（52號）正要修復一台偵察機，兩人打鬥後哈伯49號戰勝，但魯薩可娃被誤擊受傷。哈伯49號偽裝哈伯52號的身份到52號塔台拿取醫療用品，並在塔台遇上另一位歐森。哈伯回到魯薩可娃身旁治好其傷口後，帶魯薩可娃回到自己在一個湖邊偷偷建造的小木屋。
隔天，哈伯和魯薩可娃一同前去幫助畢區炸毀錐形艦。在正要送出改裝過的自動機時，三台偵察機進入掩體，殺害了許多人，並造成剛改裝完的偵察機損壞。哈伯決定和魯薩可娃一同開直升機直接前往錐形艦，因為太空站之前曾要求他們前去，所以他們可以進入。魯薩可娃進入冬眠艙後，哈伯載著裝了炸彈的冬眠艙進入直升機。過程中哈伯播放黑盒子的紀錄，發現原本的哈伯和歐森在前去觀察錐形艦時，太空船被拉近並無法逃脫。哈伯將裝有冬眠艙的後段太空船分離，因此只有哈伯和歐森被外星人捕獲並大量複製用以侵略地球。哈伯進入錐形艦後打開冬眠艙，裡面除了炸彈，還有一心想看外星人被炸死的畢區。在外星人將要殺死哈伯和畢區之前，哈伯引爆炸彈，成功炸毀錐形艦。魯薩可娃從冬眠艙中醒來，發現自己不在錐形艦上，而是被放在小木屋前。
三年後，哈伯52號憑著片段的記憶找到木屋邊的魯薩可娃。

## 演員
- 汤姆·克鲁斯 飾 傑克·哈伯（Jack Harper）（技術員49號和52號）

倖存者之一，與維多莉亞（暱稱維卡）共同留守地球，負責維護偵察機以保護水能機組正常運作。
- 安哲雅·麗絲布洛 飾 維卡·歐森（Victoria Olsen）

倖存者之一，與傑克共同留守地球，負責擔任連繫巡航的傑克與總部的通訊官。
- 歐嘉·柯瑞蘭寇 飾 茱麗雅·魯薩可娃（Julia Rusakova）

太空人，傑克本体原本妻子，深度睡眠至少六十年後甦醒。
- 摩根·弗里曼 飾 麥考·畢區（Malcolm Beech）

地球秘密倖存者領袖
- 尼可拉·科斯特-瓦尔道 飾 塞克斯上校（Sergeant Sykes）

地球祕密倖存者之一，是身經百戰、智勇兼備的戰鬥高手。
- 梅莉莎·李歐 飾 錐形/莎莉（Tet/Sally）

傑克和維卡位在總部的任務指揮官。
- 柔伊·貝爾 飾 Kara

地球祕密倖存者之一。

## 拍攝
此電影是運用最先進SONY F65真4K攝影機在美國和冰島進行實地拍攝，和2013年威爾·史密斯和他兒子傑登·史密斯所主演的《地球過後》也是使用SONY F65真4K攝影機拍攝。

## 评价
烂番茄新鲜度56%，平均得分5.9分，一般认为该片视觉效果精彩，剧情稍弱，主角表现出色。

## 票房
美国首周末收获3815万美元名列第一位。
| 上一届： 《》                     | 2013年美國週末票房冠軍 第16周    | 下一届： 《》                    |
| 上一届： 《義勇群英：毒蛇反擊戰》 | 2013年香港一週票房冠軍 第14-15周 | 下一届： 《鐵甲奇俠3》           |
| 上一届： 《特種部隊2：正面對決》  | 2013年台北週末票房冠軍 第15-16周 | 下一届： 《鋼鐵人3》             |
| 上一届： 《黑百合住宅區》         | 2013年日本週末票房冠軍 第22周    | 下一届： 《特種部隊2：正面對決》 |

## 外部連結
- 官方网站
- 遺落戰境的Facebook專頁
- 遺落戰境的X（前Twitter）
- 互联网电影数据库（IMDb）上《遺落戰境》的资料（英文）
- TCM电影资料库上《遺落戰境》的资料（英文）
- 豆瓣电影上《遺落戰境》的資料 （简体中文）
- 爛番茄上《遺落戰境》的資料（英文）
- AllMovie上《遺落戰境》的资料（英文）
- Box Office Mojo上《遺落戰境》的資料（英文）
- Metacritic上《遺落戰境》的資料（英文）